# 茨城県道153号水沼磯原線

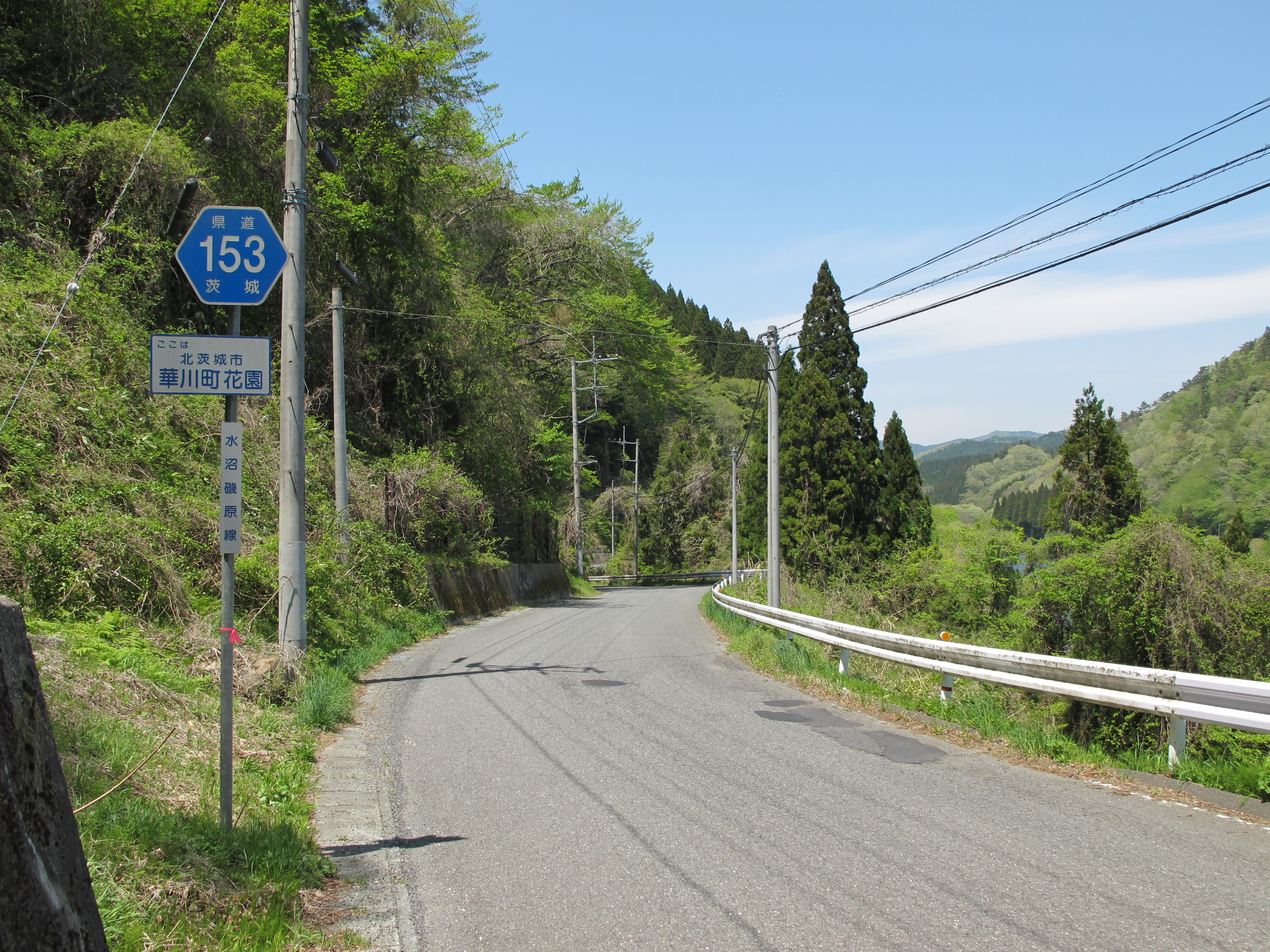
茨城県道153号水沼磯原線
北茨城市華川町花園の水沼ダム付近
（2014年5月）

茨城県道153号水沼磯原線（いばらきけんどう153ごう みずぬまいそはらせん）は、茨城県北茨城市内の一般県道である。

## 概要
北茨城市華川町花園の水沼地区と同市華川町小豆畑の茨城県道10号日立いわき線交点（華川小学校西交差点）を経て、同市磯原町豊田の茨城県道22号北茨城大子線・北茨城I.C.南交差点に接続する路線。北茨城市華川町花園から磯原町への最短ルートで、経路の途中沿線に水沼ダムがある。華川小学校西交差点 - 北茨城I.C.南交差点の区間は、主要地方道日立いわき線の一部および、主要地方道北茨城インター線の全線と重用する。このため、単独区間は水沼ダム沿いの山間部の区間になる。

### 路線データ
- 起点：北茨城市華川町花園（茨城県道27号塙大津港線交点）[1]
- 終点：北茨城市磯原町豊田字油田1076番地先（茨城県道22号北茨城大子線交点＝北茨城I.C.南交差点）[2]
- 総延長：6.927 km[3]
- 重用延長：なし[3]
- 未供用延長：なし[3]
- 実延長：6.927 km[3]
- 自動車交通不能区間延長[注釈 1]：なし[3]

## 歴史
1959年（昭和34年）10月14日、新たな県道として北茨城市花園町字水沼を起点とし、北茨城市磯原町を終点とする区間を本路線とする県道水沼磯原線として茨城県が県道路線認定した。
1995年（平成7年）に整理番号153となり現在に至る。

### 年表
- 1923年（大正12年）4月1日：現在の路線の前身にあたる才丸磯原線が路線認定される。
- 1959年（昭和34年）10月14日
  - 現在の路線で路線認定される（図面対照番号127）[4]。
  - 道路の区域は、北茨城市花園町字水沼の県道塙大津港線分岐から北茨城市磯原町の県道磯原停車場線交点まで決定された[1]。
- 1984年（昭和59年）2月20日：北茨城市磯原町豊田 - 同市磯原町本町3丁目（国道6号・磯原町交差点）の区間（1.379km）を指定解除[5][注釈 2]。
- 1986年（昭和61年）7月3日：北茨城市磯原町豊田（一本杉交差点） - 同市同町豊田（北茨城I.C.南交差点）の北茨城ICに接続する付替道路（823.7m）の道路区域決定[6][注釈 3]。
- 1989年（平成元年）12月4日：北茨城市磯原町豊田（一本杉交差点 - 磯原中学校付近）まで旧道区間（1.224 km）が指定解除され北茨城市道へ降格。終点が北茨城I.C.南交差点に移る[2]。
- 1990年（平成2年）3月29日：北茨城市華川町中妻（中妻小学校付近） - 同市磯原町豊田（一本杉交差点）のバイパス道路を新設する道路区域（1.602km）が決定する[7][注釈 3]。
- 1995年（平成7年）3月30日：整理番号186から現在の番号（整理番号153）に変更される[8]。

## 路線状況
水沼ダムのある3kmの区間は、連続雨量200ミリになると通行止め規制となる。道路幅は1.5〜2車線ほどあり、北側に平行する福島県道・茨城県道27号塙大津港線と比較して起伏が少なく道路幅も広い。

### 重複区間
- 茨城県道10号日立いわき線（北茨城市華川町小豆畑 - 同市華川町中妻）
- 茨城県道69号北茨城インター線（北茨城市華川町中妻 - 同市磯原町豊田）[2][7]
- 茨城県道22号北茨城大子線（北茨城市磯原町豊田 - 同市磯原町本町）

## 地理

### 通過する自治体
- 北茨城市

### 交差する道路
- 茨城県道299号里見南中郷停車場線

### 周辺
- 童謡の森ふれあいパーク
  - 茜平青少年の家
  - マウントあかね
- 水沼ダム
- 花園川